# Відзнака року
Відз́нака року — нагорода із багатьма номінаціями, заснована виконавчим комітетом Кам'янець-Подільської міської ради у 2011 році. Вручається щорічно за найвдаліші проекти року в галузях житлового господарства, економіки, бізнесу, медицини, освіти, культури тощо. У рамках церемонії вручення нагороди проходить благодійна акція, отримані кошти від якої йдуть на реалізацію нових проектів.

## Історія нагороди
Ідейний натхненник премії заступник міського голови Василь Сукач. Свою першу незвичну назву «Золотий олень» премія отримала завдяки одній з кам'янецьких легенд про заснування міста. За цією легендою саме олень з золотими рогами та срібними копитами, якого зустрів старший з братів Коріатовичів на полюванні, і вказав князю Олександру те місце, де згодом брати почали зводити нове чудове місто. Сама легенда, яку пов'язують з оленем, є найбільш поетичною і правдоподібною та символізує місто Кам'янець-Подільський. Але в останній момент організатори змінили назву і залишили як «Відзнака року». Народна назва цієї нагороди «Кришталевий олень».

## Статуетка
Нагорода виготовлена у вигляді кришталевого куба з величною статуєю оленя, вирізьбленого всередині.

## Номінації

### 1.Відзнака року— 2011
| Номінація                    | Проект                                                                                                | Переможець |
| ---------------------------- | --- | --- |
| 1. Духовна подія року        | Кафедральний собор святого благовірного князя Олександра Невського (відкриття)                        | Архієпископ Кам'янець-Подільський і Городоцький Феодор                                                                             |
| 2. Народний проект року      | Облаштування та благоустрій відпочинкової зони «Лебедине озеро»                                       | Когут Сергій Миколайович, начальник КП «Комунбуд»                                                                                  |
| 3. Економічний проект року   | Встановлення когенераційних установок КП «Міськтепловоденергія»                                       | Гордійчук Валерій Григорович, директор КП «Міськтепловоденергія», депутат міської ради                                             |
| 4. Комунальний проект року   | Програма «Теплий дім»                                                                                 | Бабій Сергій Віталійович, заступник міського голови                                                                                |
| 5. Інвестиційний проект року | Готельний комплекс «Клеопатра-2»                                                                      | Дарчук Семен Іванович, генеральний директор ВАТ «Подільський цемент»                                                               |
| 6. Будівельний проект року   | Будівництво та здача в експлуатацію архітектурного ансамблю житлового будинку по вул. Пушкінська      | Заєць Олександр Степанович, генеральний директор ПП ВКФ «Будмонтажсервіс», депутат міської ради                                    |
| 7. Соціальний проект року    | Комунальний транспорт                                                                                 | Мельниченко Володимир Володимирович, депутат обласної ради                                                                         |
| 8. Медичний проект року      | Придбання та встановлення сучасного медичного обладнання                                              | Пливанюк Юрій Васильович, начальник управління охорони здоров'я міської ради, депутат міської ради                                 |
| 9. Освітній проект року      | ЗОШ № 15 — переможець IV Всеукраїнського конкурсу благодійних проектів «Добро починається з тебе»     | Слободянюк Василь Петрович, директор ЗОШ № 15                                                                                      |
| 10. Екологічний проект року  | Установка з доочистки води на виконання державної Програми «Питна вода»                               | Мельниченко Володимир Володимирович, депутат обласної ради                                                                         |
| 11. Роботодавець року        | ТОВ «Епіцентр К»                                                                                      | Клепас Валерій Іванович, директор ТОВ «Епіцентр К»                                                                                 |
| 12. Проект благоустрою року  | «Вертикальні клумби»                                                                                  | Ободовський Євген Миколайович, директор КП «Комбінат благоустрою», депутат міської ради                                            |
| 13. Торгова марка року       | ТОВ «Український кристал»                                                                             | Юр'єв Володимир Васильович, генеральний директор ТОВ «Український кристал», депутат міської ради                                   |
| 14. Інноваційна ідея року    | Надання безкоштовних Інтернет-послуг в місцях відпочинку громадян на вулицях міста                    | Мельниченко Володимир Володимирович, депутат обласної ради                                                                         |
| 15. Ретро-подія року         | Реставрація відпочинкової зони в міському парку                                                       | Слободян Валерій Анатолійович, депутат міської ради                                                                                |
| 16. Спортивна подія року     | Проведення Чемпіонату світу з гирьового спорту                                                        | Абрамович Ігор Олександрович, начальник кафедри допризової та фізичної підготовки ліцею з посиленою військово-фізичною підготовкою |
| 17. Визнання року            | Кам'янець-Подільський державний історичний музей-заповідник — переможець конкурсу «Сім чудес України» | Травінський Віктор Степанович, директор Державного історичного музею-заповідника                                                   |
| 18. Фестиваль року           | Фестиваль «Остання столиця»                                                                           | Заремба Олександр Олександрович, голова ГО «Кам'янець-Подільське військово-історичне товариство»                                   |
| 19. Меценат року             | | Цуглевич Василь Миколайович |
| 20. Талант року              | Переможець телевізійної програми «Крок до зірок»                                                      | Гуменний Сергій, учень дитячої школи мистецтв № 1                                                                                  |
| 21. Партнерство року         | Хмельницька обласна державна адміністрація                                                            | Ядуха Василь Степанович, голова ОДА                                                                                                |

### 2.Відзнака року— 2012
| Номінація                       | Проект                                                                                    | Переможець |
| ------------------------------- | ----------------------------------------------------------------------------------------- | --- |
| 1. Визнання року                | Кам'янець-Подільський — найекологічніше місто за версією журналу «Фокус»                  | Любінська Людмила, професор кафедри біології Кам'янець-Подільський національний університет імені Івана Огієнка, голова Товариства Подільських природодослідників і природолюбів                                        |
| 2. Будівельний проект року      | Будівництво житлового комплексу «Нова будова»                                             | Ковальський Ігор |
| 3. Модернізація року            | Встановлення першої установки, що використовує сонячну енергію та переробляє її у теплову | Гордійчук Валерій Григорович, директор КП «Міськтепловоденергія», депутат міської ради |
| 4. Медичний проект року         | Придбання для медичних установ міста новітнього рентген-апарату та фіброгастроскопу       | Крайнік Віктор, завідувач діагностичним відділенням міської поліклініки № 1 |
| 5. Комунальний проект року      | Алея закоханих                                                                            | Подружжя Семенишині Володимир та Юлія |
| 6. Ювілей року                  | 100 років Кам'янець-Подільській гімназії                                                  | Кирик Микола, директор гімназії |
| 7. Інвестиційний проект року    | Відновлення спортивного майданчика (біля МБК)                                             | Мельниченко Володимир Володимирович, народний депутат України |
| 8. Соціальний проект року       | Проект «Доступне житло»                                                                   | Конюшенко Олександр, директор ТзОВ «Рокор» |
| 9. Комунальне підприємство року | КП «Міськтепловоденергія»                                                                 | Гордійчук Валерій, директор КП «Міськтепловоденергія» |
| 10. Спортсмен року              |                                                                                           | Муринець Марина, дворазова чемпіонка світу серед дорослих, триразова чемпіонка світу серед юніорів з гирьового спорту, встановила 3 рекорди світу, майстер спорту міжнародного класу, студентка К-ПНУ ім. Івана Огієнка |
| 11. Видання року                | Монографія «Фортеця Кам'янець», автор Ольга Пламеницька                                   | Сисин Ярослав, директор поліграфічного видавництва «Абетка» |
| 12. Освітня гордість року       |                                                                                           | Запоточний Олександр, учень 9 класу, переможець Всеукраїнської олімпіади з географії, наймолодший Президентський стипендіат                                                                                             |
| 13. Фестиваль року              | Фестиваль «Respublica»                                                                    | Зоїн Андрій, Чайковська Ольга, організатори фестивалю |
| 14. Меценат року                |                                                                                           | Мельниченко Володимир Володимирович, народний депутат України |

### 3.Відзнака року— 2013
| Номінація                            | Проект                                                 | Переможець                                                                                            |
| ------------------------------------ | ------------------------------------------------------ | --- |
| 1. Медичний проект року              | Новий апарат УЗД                                       | Васильянов Дмитро, головний лікар міської лікарні № 1                                                 |
| 2. Найкращий платник податків        |                                                        | Ведерніков Сергій, приватний підприємець ТМ «Вікно Плюс»                                              |
| 3. Найкращий благодійний проект року | Благодійний фонд «Шанс»                                | Рейд Микита, голова благодійного фонду «Шанс», активний громадський діяч                              |
| 4. Найкращий комунальний проект року | Проект «Прозорий ЖЕК»                                  | Віннічук Андрій, директор КП «Добробут»                                                               |
| 5. Освітня гордість року             |                                                        | Галецька Наталя, керівник гуртка «Юні миротворці» міської станції юних туристів                       |
| 6. Екологічний проект року           | Молодіжна екологічна акція «300 спартанців»            | Желіховська Вікторія, голова ГО «Чисті схили каньйону», організатор молодіжної акції «300 спартанців» |
| 7. Молодіжний проект року            | Телевізійні ролики та сюжети про культурні події міста | Заєць Андрій, голова ГО «Ініціатива та розвиток», громадський активіст                                |
| 8. Найкращий фестиваль року          | Фестиваль вуличного мистецтва «Respublica»             | Зоїн Андрій, організатор фестивалю                                                                    |
| 9. Спортсмен року                    |                                                        | Козловська Олена, чемпіонка світу і Європи з пауерліфтингу                                            |
| 10. Промисловий прорив року          | Кам'янець-Подільський молокозавод «Лактіс»             | Сакін Сергій, директор філії «Лактіс» ДП «Аромат»                                                     |
| 11. Видання року                     | Фотоальбом «Кам'янець»                                 | Сисин Ярослав, директор поліграфічного видавництва «Абетка»                                           |

## Правила голосування
Лідерів номінацій обирають самі містяни шляхом голосування через Інтернет та друковані засоби масової інформації. Можна проголосувати за номінантів, поділитися пропозиціями також на офіційному сайті Кам'янець-Подільської міської ради http://kam-pod.gov.ua/index.php?do=static&page=vdznaka-roku